# Курдистан
Курдиста́н (курдською: Kurdistan/ كوردستان) — історико-географічне поняття та етнічна територія на Близькому Сході, у межах якої курди становлять цілковиту або відносну більшість населення.

## Назва
Термін уперше вжитий в 12 столітті для частини нинішнього Іранського Курдистану (Ардалан). 

## Географія
Курдистаном нині називають область приблизно між 34 і 40 градусами північної широти й 38 і 48 градусами східної довготи, що займає приблизно на 1 тис. км із заходу на схід, а з півночі на південь — від 300 до 500 км. Її загальна площа становить приблизно 392 тис. км² (у Туреччині — близько 190 тис., в Ірані — 125 тис., в Іраку — 65 тис., у Сирії — 12 тис.).
Ця територія поділена між чотирма державами — Туреччиною, Іраном, Іраком і Сирією й не має природних меж.

## Населення
Курдистан — історична батьківщина курдського народу, де проживає його переважна більшість. У Турецькому Курдистані мешкає до 20 млн, Іранському Курдистані до 8 млн, Іракському Курдистані до 6,5 млн, у Сирійському Курдистані до 2,5 млн. Є чимало курдів, що живуть за межами цієї території (кілька сотень тисяч у східноіранський провінції Хорасан, до 1 мільйона в країнах колишнього СРСР, понад 150 тис. — в Ізраїлі, ще до 1 мільйона знаходиться в еміграції переважно в Західній Європі), причому найсильніша курдська діаспора зосереджена в Німеччині; але курдські діаспори є також в Австралії, США й інших країнах Америки.
На території Курдистану проживають також представники некурдських народів: араби, турки, перси, вірмени, азербайджанці й асирійці; до середини 20 століття проживало також чимало євреїв, що згодом емігрували до Ізраїлю.

## Мова

Поширення курдських діалектів
Курманджі
Сорані
Південнокурдська мова
Зазакі
Ґурані
Змішані

На території Курдистану близько 60% курдів у Туреччині, Північно-Західному та Східному Ірані, у Сирії, у частині Північного Іраку розмовляють діалектами курманджі з латинською та арабською графікою. 
До 30% курдів у Західному та Південно-Західному Ірані, Східному та Південно-Східному Іраку використовують діалект сорані або «центральнокурдська мова», що мають тільки арабську графіку. 
Південнокурдська мова поширена у західному Ірані (провінції Керманшах та Ілам), та східному Іраці (між містами Ханакін та Мандалі).
У Турецькому Курдистані є особлива група заза, яка вважає себе курдами та розмовляє мовою зазакі з латинською графікою. Мова зазакі споріднена із прикаспійськими мовами, перш за все талиською. Відмінності між зазакі та іншими курдськими діалектами досить глибокі, взаєморозуміння між ними неможливе, у зв'язку з чим серед лінгвістів прийнято вважати зазакі окремою мовою.
Найближчим родичем зазакі, у середовищі куртських діалектів, є ґорані, яким розмовляють курди регіону Керманшах в Ірані. Ґурані також вважають себе курдами.

## Релігія
Більшість населення Курдистану є мусульмани-суніти (75%). Шиїти становлять до 20%. Окрему групу утворюють єзиди, які сповідують особливий культ, що поєднує елементи юдаїзму, християнства, ісламу, маніхейства та зороастризму. Частина населення Курдистану належать до алавітів, що поєднують елементи шиїзму та християнства.

## Курдська держава

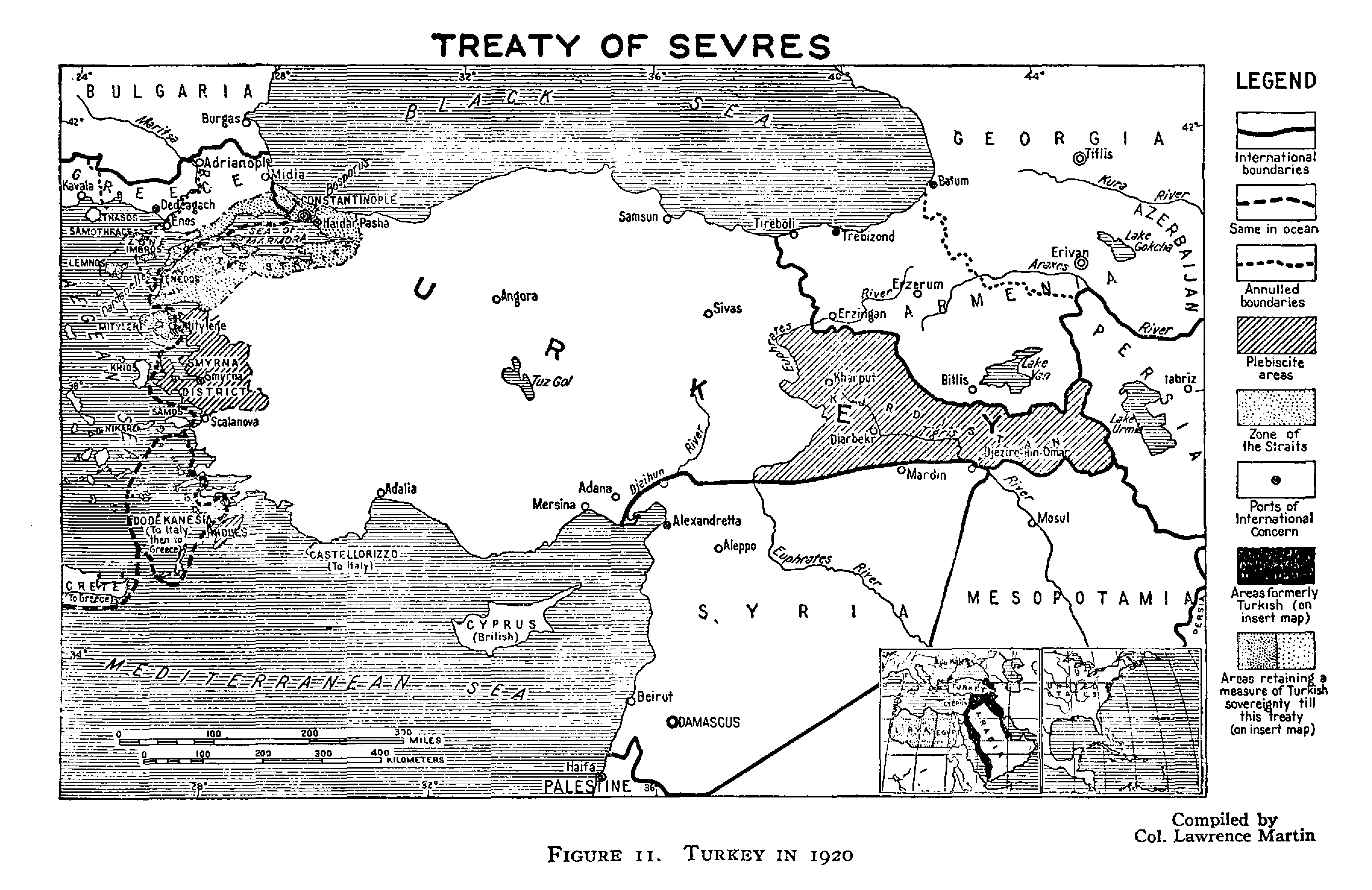
Територія Кордистану згідно з Севрською мирною угодою

У 1920 році за Севрською мирною угодою прийнято рішення про створення незалежного Курдистану. 10 жовтня 1921 курди оголосили про створення Королівства Курдистан зі столицею в Сулейманії. Королем Курдистану став Махмуд Барзані. Рік після того в курдських районах північного Іраку виявили багаті родовища нафти, через що західні країни відмовилися підтримати незалежний Курдистан. У відповідь на це у вересні 1922 року курди знову проголосили незалежне Королівство Курдистан. Відповідно до Лозаннської конференції від 1923 року, Курдистан розділили Туреччина, Франція та Велика Британія. У липні 1924, британські війська поклали кінець королівству. 1925 року під час повстання шейха Саїда були намагання курдів створити Королівство Курдистан на південному сході Туреччини. Повстання тривало всього 3 місяці, його придушила турецька армія.
У 1920-і роки на території Турецького Курдистану три роки існувала самопроголошена Араратська республіка та в Іранському Курдистані держава під керівництвом Сімко Шікака. У 1940-их роках на території Іранського Курдистану існувала Мехабадська республіка. 
Курдська державність існує тільки на території Іракського Курдистану. Серед курдів панує задум створення «Великого Курдистану», тобто незалежної держави на всій території етнічного Курдистану, а як перший етап — отримання іншими частинами Курдистану того ж статусу, який нині має Іракський Курдистан.